# Paweł Śliwiński
Paweł Śliwiński – polski ekonomista, dr hab. nauk ekonomicznych, profesor uczelni Instytutu Gospodarki Międzynarodowej  Uniwersytetu Ekonomicznego w Poznaniu.

## Życiorys
W 1993 uzyskał tytuł magistra na Wydziale Zarządzania Akademii Ekonomicznej w Poznaniu, 7 marca 2003 obronił pracę doktorską Konstrukcja racjonalnego portfela krótkoterminowego długu zagranicznego z punktu widzenia minimalizacji ryzyka finansowego, 20 września 2012 habilitował się na podstawie pracy zatytułowanej Przepływy kapitału międzynarodowego a wzrost gospodarczy w krajach Europy Środkowo-wschodniej w latach 1994-2008.
Objął funkcję profesora nadzwyczajnego w Katedrze Finansów Międzynarodowych na Wydziale Gospodarki Międzynarodowej Uniwersytetu Ekonomicznego w Poznaniu.
Piastuje stanowisko profesora uczelni Instytutu Gospodarki Międzynarodowej Uniwersytetu Ekonomicznego w Poznaniu
Był kierownikiem w Katedrze Finansów Międzynarodowych na Wydziale Gospodarki Międzynarodowej Uniwersytetu Ekonomicznego w Poznaniu.